# 范子奇
范子奇（?—?），字中濟，河南（今河南洛陽）人。曾任北宋鄭州知州、慶州知州、環慶路安撫使。過身時六十三歲。其祖父乃振武軍節度使范雍，父為范宗傑曆兵部員外郎、史館直學士及陝西轉運使，子范坦戶部侍郎。

## 生平
范子奇因為其祖父范雍之關係而任簽書並州判官。及後得到唐介推薦獲得機會和宋神宗趙頊對答問題，而任京倉提舉。之後又得到三司使推薦審查核實修建，但時匠吏將物資囤積欺騙隱瞞，又擔心范子奇揭發，所以懼罪因而誣衊范子奇。但張茂則觀察到范子奇無私而慰問范子奇說“為吏當如是，無恤人言。”。
嘉祐末年，益陽縣知縣張頡打算將附近生性凶悍狡黠之梅山蠻符三等收捕及將該土地開拓，而安撫使吳中復亦為此事上報，但此意見被中途擱置。時為湖南轉運副使之范子奇又再將此事上奏，認為梅山蠻憑藉險固的地形成為邊患，應將梅山蠻歸納及將該土地變成郡縣。之後范子奇被召還朝又再陳述之前的建議。而之後熙寧五年朝廷派遣章惇開拓五溪，將現今湖南中部新化、安化一帶瑤族聚居的地方納入北宋國境，設縣建城、編戶籍、定賦稅及與漢族地區同樣設置正式行政區亦因此建議而起。
之後范子奇入作將作監判官。有一次范子奇出使西遼，其引路者改用迂曲遙遠之路，范子奇問其引路者為何不用一條十天可達更直的路去雲中府路，到達西遼，引路者又打算阻止范子奇在館門外下馬，范子奇又問為何往時於大門下馬而今次總是改變，最後引路者亦知道理虧。
曆任河東路、陝西路、河北路及京東路四路轉運使、工部郎中，至熙寧二年（即公元1069年）六月改為左司郎中。
到熙寧四年十一月，范子奇建議在冬天汴水河口亦不關閉，利用汴水運送大宗貨物直入京城而廢除搬運。而王安石亦認同，所以詔汴口官吏視察，視察完畢就接納范子奇建議。
元豐六年（1083年）四月，范子奇被任命為龍圖閤直學士及河北轉運使。元豐七年，滄州知州趙瞻奏請大名府、澶州、恩州、信安軍、雄州、霸州、瀛州、莫州及冀州等州份盡將食鹽交由官府專賣部門獨佔經營，才半年就獲得十六萬七千緡。到宋哲宗趙煦即位，監察御史王岩叟認為河北實行此鹽法兩年以來，鹽價增加一倍，既奪去商賈之利，又增加平民負擔，如今聽聞貧窮戶以鹽價比較藥價，希望將此新行鹽法改回舊制。於是會合時為河北轉運使之范子奇一起請奏，將鹽稅只收十分之一，及派遣范鍔商討。
元祐元年（即公元1086年）九月秘書監張問被詔觀察估量河北水利事宜。當時雖然黃河河流較北，但孫村鄉低下，一到夏秋連綿大雨就會水漲，導致水位溢出往東流。小吳莊村之決口既未堵塞，到十月，大名府之張口村又決，河北諸郡都會出現水災。澶州知州王令打算建議浚縣迎陽鋪將舊河修建護堤，於孫村鄉建設堅固的堤堰及將河流恢復故道。時任河北轉運使之范子奇提請在大吳莊村北岸進行水利工程用以分减控制河勢。於是將黃河走回本來的河道之議案由此而起。但此事到最後因范百祿之進言而阻止了回河建議。
元祐年初，作為將作監及司農卿，再出任陝西路轉運使，但以病除去。然後出任鄭州知州加集賢殿修撰及河陽縣知縣。曾取消私營酒坊苛刻禁令及奴婢告主得賞賜的法令。未幾，任慶州知州，擴大儲蓄，修繕防禦設施，嚴於守禦戒備，羈押狡黠的羌人，以誠心相待部下。之後為吏部侍郎，在任待制時退休。